# Jabari Smith Jr.

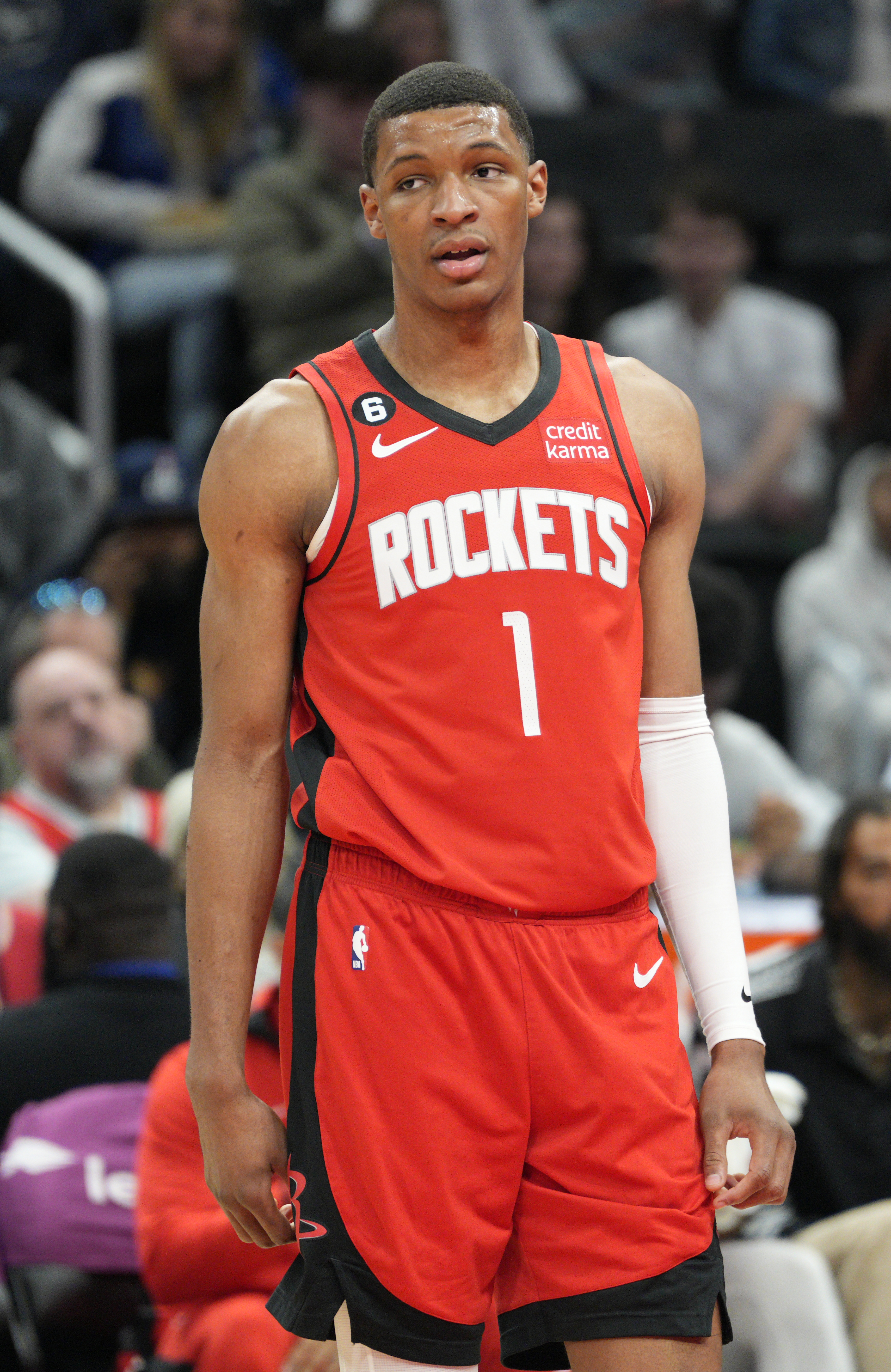
Jabari Smith Jr., 2023.

Jabari Montsho Smith Jr., född 13 maj 2003 i Fayetteville i Georgia, är en amerikansk professionell basketspelare (PF) som spelar för Houston Rockets i National Basketball Association (NBA).
Han draftades av Houston Rockets i första rundan i 2022 års draft som tredje spelare totalt.
Innan Smith blev proffs studerade han vid Auburn University och spelade för deras idrottsförening Auburn Tigers.
Han är son till Jabari Smith och släkt med Kwame Brown.